# Ellewoutsdijk
Ellewoutsdijk (51° 23′ N, 3° 49′ L) é uma cidade dos Países Baixos, na província de Zelândia. Ellewoutsdijk pertence ao município de Borsele, e está situada a 18 km, a leste de Vlissingen.
Em 2001, a cidade de Ellewoutsdijk tinha 242 habitantes. A área urbana da cidade é de 0.084 km², e tem 125 residências.
A área de Ellewoutsdijk, que também inclui as partes periféricas da cidade, bem como a zona rural circundante, tem uma população estimada em 400 habitantes.